# 库西莱塞普
库西莱塞普（法語：Coucy-lès-Eppes）是法国皮卡第大区埃纳省的一个市镇，属于拉昂区锡索讷县。该市镇2009年时的人口为624人。

## 人口
库西莱塞普人口变化图示
| 数据来源：INSEE |